# Myersophis alpestris
Myersophis alpestris — вид змій родини Cyclocoridae. Ендемік Філіппін. Це єдиний представник монотипового роду Myersophis.

## Поширення і екологія
Myersophis alpestris відомі за двома зразками, зібраними в околицях Банауе в Гірській провінції на півночі Лусону, на висоті 1980 м над рівнем моря.